# En hand i himlen (musiksingel)
En hand i himlen är en musiksingel av Jonathan Johansson, släppt den 3 december 2008.

## Låtlista
1. "En hand i himlen"
2. "Innan vi faller"
3. "En hand i himlen" (remix av Sound of Arrows)
4. "En hand i himlen" (remix av Rigas)